# Galattoside
Un galattoside è un glicoside in cui è presente il galattosio.

## α-galattosidi

Raffinosio, l'α-galattoside più semplice

Noti anche come oligosaccaridi della serie del raffinosio, sono quei composti caratterizzati dal legame tra l'α-1-6-galattopiranosio e il C6 del residuo di glucosio di una molecola di saccarosio. La mancanza di un enzima capace di rompere questo legame causa flatulenza nell'uomo e negli altri animali monogastrici.
Per peso molecolare crescente si hanno:
- Raffinosio
- Stachiosio
- Verbascosio
- Aiugosio